# التواء قدم الحصان
التواء القدم هو التواء في إحدى أو كلتا الساقين الخلفيتين للحصان، ويمكن رؤيته بسهولة أكبر أثناء المشي أو الهرولة. وتكون أعراضه أكثر وضوحًا أثناء رجوع الحصان المفاجئ البطيء والدوران على الساق المصابة أو الخوف المفاجئ. قد يشمل إحدى أو كلتا الساقين الخلفيتين للحصان. تظهر أعراض المرض على شكل انقباض تشنجي للأوتار الباسطة للساقين الخلفيتين.
هناك 4 أشكال لالتواء القدم:
- التواء القدم الأسترالي: الناتج ترجيحًا عن أكل العشبة المسطحة الأسترالية السامة ذات الاسم (هيبوكاريس راديكاتا)
- التواء القدم الكاذب: وهو النتيجة الواضحة للحالة المؤلمة في الساق المصابة
- التواء القدم الأحادي: غير معروف السبب ولكن غالبًا ما يعافى بقطع الوتر الباسط الجانبي
- التواء القدم الثنائي: بتشريح حصانين مصابين وجد أن المهاد غير طبيعي

يختلف العلاج حسب الحالة.

## التواء القدم الأسترالي
وصف التواء القدم الأسترالي وتم التفريق بينه وبين التواء القدم التقليدي في عام 1884. ويتمايز التواء القدم الأسترالي عن التواء القدم التقليدي بالشدة وتفشيه ونمطه الموسمي المتميز وقدرة الخيول المصابة على الشفاء التلقائي. وتتميز هذه الحالة بالالتواء الشديد المفاجئ لأحد أو كلا العرقوبين. يشيع حدوث هذا الشكل من أشكال التواء القدم في أشهر الصيف والخريف أثناء تواجد الخيول في المراعي. وتشهد أستراليا عادة أوبئة لالتواء القدم الأسترالي خلال فترات القحط أو الظروف الجافة غير الطبيعية.

### المناطق المصابة في الخيول
العضلة الباسطة الطويلة الحافرية (عادة في الطرف الخلفي) هي العضلة التي يبدو أنها الأكثر تضررًا في هذه الحالة. وتتواجد أكثر إصابات العضلات داخل العضلات الباسطة الطويلة الحافرية الجانبية والعضلات القابضة الجانبية العميقة الحافرية. يفسر مكان الإصابة العصبية العضلية في التواء القدم الأسترالي بقابلية إصابة الألياف العصبية الطويلة والضخمة ذات الغشاء الميليني. فالألياف العصبية المتجددة المغلفة بغشاء رقيق من الميلين غير المتناسب هي الأكثر شيوعًا في الأجزاء القريبة من الأعصاب المصابة بالتواء القدم الأسترالي في الخيول. إصابة المحور العصبي البعيد تحدث بشدة في الأعصاب الأطول في الخيول horse. وسبب إصابة المحور العصبي البعيد ما زال مجهولاً.

### العلاج
الخيول المصابة بهذه الحالة نادرًا ما تشفى دون تدخل جراحي على الرغم من وجود بعض الحالات التي شفيت فيها الخيول دون علاج. تتراوح مدة الشفاء في الخيول المصابة من ثلاثة أشهر إلى ثلاث سنوات. قد تتأثر الخيول بشدة حيث يصبح القتل الرحيم ضروريًا. ومن غير المعروف المدة التي تستغرقها المظاهر الإكلينيكية لتظهر بعد التعرض لحالة كهذه.
غالبية الخيول المصابة بالتواء القدم تعتمد على المراعي في التغذية. ويُعد العلاج الأكثر شيوعًا ونجاحًا هو نقل الحصان من مكان ترويضه الأصلي المحتوي على نقص في جودة المرعى والحشائش والأعشاب المحلية مع وجود رقابة غذائية. كما يُستخدم التدخل الجراحي بقطع الوتر الباسط الجانبي الحافري من قبل الأطباء البيطريين كعلاج بنسبة نجاح أكثر من 50٪.
كما تم استخدام الفينيتوين في علاج التواء القدم الأسترالي. حيث لوحظ تحسن كبير بعد أسبوعين من العلاج بالفينيتوين (phenytoin) في المشية غير الطبيعية للخيول المصابة بالتواء القدم الأسترالي عند الهرولة والجري ولكن لم يلاحظ أي تحسن ملحوظ في المشي أو أثناء الدوران.

### الأسباب
تشمل الأنواع النباتية الأكثر شيوعا التي تم العثور عليها والتي تم التعرف عليها في المراعي حيث توجد الخيول المصابة: العشبة المسطحة ذات الاسم العلمي (هيبوكاريس راديكاتا)، وحميض الأغنام وعكرش. ويشير نوع دائم من تلف الأعصاب في الخيول المصابة بالتواء القدم الأسترالي إلى وجود سم العفن (الميكوتوكسين) أو تسمم فطري في التربة مما قد يكون سببًا لهذه الحالة. حيث يمكن للسموم الفطرية أن تصيب وبشكل مباشر الأعصاب الطويلة ذات الغشاء الميليني في الأطراف الخلفية.